# Rhabdiopteryx
Rhabdiopteryx is een geslacht van steenvliegen uit de familie vroege steenvliegen (Taeniopterygidae). De wetenschappelijke naam van het geslacht is voor het eerst geldig gepubliceerd in 1902 door Klapálek.

## Soorten
Rhabdiopteryx omvat de volgende soorten:
- Rhabdiopteryx acuminata Klapálek, 1905
- Rhabdiopteryx alpina Kühtreiber, 1934
- Rhabdiopteryx antoninoi Vinçon & Ravizza, 1999
- Rhabdiopteryx christinae Theischinger, 1975
- Rhabdiopteryx doieranensis Ikonomov, 1983
- Rhabdiopteryx hamulata (Klapálek, 1902)
- Rhabdiopteryx harperi Vinçon & Murányi, 2009
- Rhabdiopteryx navicula Theischinger, 1974
- Rhabdiopteryx neglecta (Albarda, 1889)
- Rhabdiopteryx thienemanni Illies, 1957
- Rhabdiopteryx triangularis Braasch & Joost, 1972